# ファヴェーラの丘

ファヴェーラの丘（原題：Favela Rising）は、アメリカ製作によるブラジルのドキュメンタリー映画。ジェフ・ジンバリストとマット・モチャリーによる共同プロデュース及び監督のデビュー作。

## 概要
この映画はリオデジャネイロのファヴェーラを舞台としている。ファヴェーラとは、ブラジル国内の都市などにおける丘・山の中腹にある貧民街（いわゆるスラム）のことである。語源は定かではないが、そこにあった植物の名前、あるいは先住民の祖国にあった丘の名前などといわれる。
ファヴェーラは、19世紀における戦争で兵士たちがこの丘陵地に住居を建てて生活するようになり、政府や行政の正式な住宅の提供を待っていたものの、その許可が下りず結果的に不法占拠とされるようになったもので、これが現在にまで至っている。
映画では、ファヴェーラの中でも最も危険地帯といわれるヴィガリオ・ジェラウという地区に住むアンデルソン・サーとその仲間たちによって1993年に結成されたGrupo Cultural AfroReggae（Bp：アフロ・ヘギ、英語：アフロ・レゲエ、正式名称：アフロレゲエ文化グループ、略称：GCAR）というグループにスポットをあてている。
アンデルソンは元麻薬密売人であったが、家族や多くの友人がギャングや警官に殺されたことを悲しんで自問した結果、音楽の力を借りて、この状況を少しでも変えることを考え、アフロ・ヘギという音楽グループを結成した。はじめは無料でライブを開催し、またマルコス・スザーノを講師として迎えてリズム・ワークショップを行なうなどの地道な活動が認められ、アメリカの財団から資金援助を提供され、グループの活動が整っていく。
映画のテーマは、彼らの活動を追うとともに、ブラジルにおける貧困やその問題点を浮かび上がらせている。
日本での公開には、社団法人アムネスティ・インターナショナル日本、社団法人セーブ・ザ・チルドレン・ジャパン、在日ブラジル商業会議所が後援している。

## 映画祭及び受賞
- 20の賞を受賞
  - トライベッカ映画祭・最優秀新人ドキュメンタリー賞
  - 国際ドキュメンタリー協会・フィルム・オブ・ザ・イヤー

## 関連映画
- シティ・オブ・ゴッド
- バス174